# Анжено, Марк
Марк Анжено (фр. Marc Angenot, 1941, Брюссель) — бельгийский и канадский историк идей, социолог идеологии, литературы и языка.

## Биография
В 1959—1967 учился в Брюссельском свободном университете, защитил диссертацию по риторике сюрреализма. В 1967—2012 — профессор университета Макгилла (Монреаль). С 2012 — профессор риторики и интеллектуальной истории в Брюссельском университете.

## Подход
В своей исследовательской работе, развивающей подход Хаима Перельмана и объединяющей его с Жаком Леенхардтом, Жаком Дюбуа и группой Мю, Режиной Робен и др. сторонниками социокритики, синтезирует идеи франкфуртской школы, М.Бахтина, П.Бурдьё. Социологическими средствами анализирует дискурсивную логику модернизма, социалистическую идеологию, риторику национализма и антисемитизма, словарь и аргументацию семиотики и др.

## Труды
- Популярный роман: исследования паралитературы/ Le Roman populaire. Recherches en paralittérature, Montréal: Presses de l’Université du Québec, 1975.
- Выдающиеся женщины: дискурс о женском превосходстве, 1400—1800/ Les Champions des Femmes. Examen du discours sur la supériorité des femmes, 1400—1800. Montréal : Presses de l’Université du Québec, 1977.
- Памфлетное слово: к типологии современного дискурса/ La Parole pamphlétaire. Contribution à la typologie des discours modernes. Paris, Payot, 1982, 416 p. (Премия Французской академии, 1983)
- Критика семиотического разума/ Critique de la raison sémiotique. Fragment avec pin up. Montréal: Presses de l’Université de Montréal, 1985, 134 p. (англ. пер.: Critique of Semiotic Reason. With an Introduction by Marie-Christine Leps. New York, Toronto & Ottawa: Legas, 1994)
- Что говорили о евреях в 1889 году/ Ce que l’on dit des Juifs en 1889. Paris, Presses de l’Université de Vincennes, 1989
- Сырое и с душком: пол, общественный дискурс и литература прекрасной эпохи/ Le Cru et le faisandé: sexe, discours social et littérature à la Belle Époque. Bruxelles: Labor, 1986, 202 p.
- 1889 год: состояние общественного дискурса/ Mille huit cent quatre-vingt-neuf: un état du discours social. Montréal: Éditions du Préambule, 1989, 1,176 p.
- Столетие Великой Революции/ Le Centenaire de la Révolution. Paris: La Documentation française, 1989
- Топография французского социализма/ Topographie du socialisme français, 1889—1890. Montréal: 1991
- Поэзия в рекламе «Мыла конголезских принцев»/ L'Œuvre poétique du Savon du Congo. Paris: Éditions des Cendres, 1992
- L’Utopie collectiviste. Le Grand récit socialiste sous la Deuxième Internationale. Paris: Presses Universitaires de France, 1993
- «Еврей всегда предаст»: военный шпионаж и антисемитская пропаганда// «Un Juif trahira»: l’espionnage militaire dans la propagande antisémitique 1884—1894. Montréal: CIADEST, 1994 (переизд.: Montreal, 2003)
- Социалистическая пропаганда: шесть очерков дискурсивного анализа/ La Propagande socialiste: six essais d’analyse du discours. Montréal: Éditions Balzac, 1996
- Интердискурсивность/ Interdiscursividades: de hegemonías y disidencias. Córdoba: Editorial Universidad Nacional de Córdoba, 1998 (на исп. яз.).
- Идеологии ресентимента/ Les idéologies du ressentiment. Essai. Montréal: XYZ Éditeur, 1996. (премия «Spirale» в номинации «Эссе»)
- Критика на службе революции/ La Critique au service de la révolution. Leuven: Peeters & Paris: Vrin, 2000
- Les grands récits militants des XIXe et XXe siècles: religions de l’humanité et sciences de l’histoire. Paris; Montréal: L’Harmattan, 2000
- Враг народа: репрезентация буржуа в дискурсе социалистов, 1830—1917/ L’ennemi du peuple: représentation du bourgeois dans le discours socialiste, 1830—1917, Montréal: Chaire James McGill de langue et littérature françaises de l’Université McGill, 2001
- Демократия — это зло/ La démocratie c’est le mal, Québec, Presses de l’Université Laval, 2003.
- Антимилитаризм: идеология и утопия/ Antimilitarisme, idéologie et utopie, Québec, Presses de l’Université Laval, 2003
- Риторика анти-социализма/ Rhétorique de l’anti-socialisme, Québec, Presses de l’Université Laval, 2004
- Марксизм и большие нарративы/ Le Marxisme dans les Grands récits, Paris-Québec, L’Harmattan-PUL, 2005
- Dialogues de sourds: traité de rhétorique antilogique, Paris, Mille et une nuits/Fayard, 2008
- Vivre dans l’histoire au 20e siècle, Montréal, Discours social, 2008
- Гнозис и милленаризм: два понятия для анализа XX века/ Gnose et millénarisme: deux concepts pour le vingtième siècle, Montréal, Discours social, 2008
- En quoi sommes-nous encore pieux, Presses de l’Université Laval, 2009
- Иммунитет Франции к фашизму/ L’immunité française envers le fascisme, Montréal: Discours social, 2009
- Общественный дискурс/ El discurso social, Buenos Aires: Siglo XXI, 2010 (на исп. яз.)
- За пределами литературы: от популярного романа до научной фантастики/ Les dehors de la littérature: du roman populaire à la science-fiction, Paris: Champion, 2013

## Признание
Член Королевского общества Канады (1985). Премия Квебека/ премия Леона Герена (2005).